# Puèiguillaume
Puy-Guillaume és un municipi francès situat al departament del Puèi Domat i a la regió d'Alvèrnia-Roine-Alps. L'any 2007 tenia 2.698 habitants.

## Demografia

### Població
El 2007 la població de fet de Puy-Guillaume era de 2.698 persones. Hi havia 1.209 famílies de les quals 436 eren unipersonals (166 homes vivint sols i 270 dones vivint soles), 380 parelles sense fills, 300 parelles amb fills i 93 famílies monoparentals amb fills.
La població ha evolucionat segons el següent gràfic:
Habitants censats

### Habitatges
El 2007 hi havia 1.398 habitatges, 1.239 eren l'habitatge principal de la família, 64 eren segones residències i 95 estaven desocupats. 1.023 eren cases i 318 eren apartaments. Dels 1.239 habitatges principals, 744 estaven ocupats pels seus propietaris, 455 estaven llogats i ocupats pels llogaters i 40 estaven cedits a títol gratuït; 67 tenien una cambra, 87 en tenien dues, 277 en tenien tres, 410 en tenien quatre i 399 en tenien cinc o més. 963 habitatges disposaven pel capbaix d'una plaça de pàrquing. A 549 habitatges hi havia un automòbil i a 470 n'hi havia dos o més.

### Piràmide de població
La piràmide de població per edats i sexe el 2009 era:
| Homes | Edats   | Dones |
| ----- | ------- | ----- |
| 0     | 95 o +  | 4     |
| 0     | 90 a 94 | 20    |
| 28    | 85 a 89 | 48    |
| 20    | 80 a 84 | 44    |
| 76    | 75 a 79 | 76    |
| 52    | 70 a 74 | 64    |
| 52    | 65 a 69 | 88    |
| 36    | 60 a 64 | 64    |
| 72    | 55 a 59 | 100   |
| 72    | 50 a 54 | 88    |
| 96    | 45 a 49 | 80    |
| 84    | 40 a 44 | 100   |
| 112   | 35 a 39 | 92    |
| 124   | 30 a 34 | 100   |
| 76    | 25 a 29 | 84    |
| 68    | 20 a 24 | 68    |
| 72    | 15 a 19 | 92    |
| 32    | 10 a 14 | 64    |
| 44    | 5 a 9   | 72    |
| 96    | 0 a 4   | 48    |

## Economia
El 2007 la població en edat de treballar era de 1.695 persones, 1.167 eren actives i 528 eren inactives. De les 1.167 persones actives 1.041 estaven ocupades (585 homes i 456 dones) i 127 estaven aturades (47 homes i 80 dones). De les 528 persones inactives 198 estaven jubilades, 122 estaven estudiant i 208 estaven classificades com a «altres inactius».

### Ingressos
El 2009 a Puy-Guillaume hi havia 1.240 unitats fiscals que integraven 2.682 persones, la mediana anual d'ingressos fiscals per persona era de 16.419,5 €.

### Activitats econòmiques
Dels 166 establiments que hi havia el 2007, 2 eren d'empreses extractives, 5 d'empreses alimentàries, 12 d'empreses de fabricació d'altres productes industrials, 15 d'empreses de construcció, 38 d'empreses de comerç i reparació d'automòbils, 5 d'empreses de transport, 14 d'empreses d'hostatgeria i restauració, 1 d'una empresa d'informació i comunicació, 5 d'empreses financeres, 8 d'empreses immobiliàries, 11 d'empreses de serveis, 32 d'entitats de l'administració pública i 18 d'empreses classificades com a «altres activitats de serveis».
Dels 47 establiments de servei als particulars que hi havia el 2009, 1 era una gendarmeria, 1 oficina de correu, 2 oficines bancàries, 1 funerària, 6 tallers de reparació d'automòbils i de material agrícola, 1 taller d'inspecció tècnica de vehicles, 1 autoescola, 2 paletes, 2 guixaires pintors, 3 fusteries, 2 lampisteries, 2 electricistes, 2 empreses de construcció, 5 perruqueries, 2 veterinaris, 8 restaurants, 3 agències immobiliàries, 1 tintoreria i 2 salons de bellesa.
Dels 17 establiments comercials que hi havia el 2009, 1 era una botiga de més de 120 m², 2 botiges de menys de 120 m², 3 fleques, 4 carnisseries, 2 llibreries, 2 botigues de roba, 1 una botiga de mobles, 1 una joieria i 1 una floristeria.
L'any 2000 a Puy-Guillaume hi havia 19 explotacions agrícoles que ocupaven un total de 715 hectàrees.

## Equipaments sanitaris i escolars
El 2009 hi havia 2 farmàcies i 3 ambulàncies.
El 2009 hi havia 1 escola maternal i 1 escola elemental. Puy-Guillaume disposava d'un col·legi d'educació secundària amb 391 alumnes.

## Poblacions més properes
El següent diagrama mostra les poblacions més properes.